# 桂元忠
桂 元忠（かつら もとただ）は、戦国時代から安土桃山時代にかけての武将。毛利氏の家臣で、五奉行の一人。桂広澄の次男。兄に桂元澄、弟に桂就延、桂保和がいる。養子に桂就宣。官途は上総介。

## 生涯
毛利氏家臣・桂広澄の次男として生まれる。
大永4年（1524年）に父・広澄が自刃した際に、兄・桂元澄と共に桂城に籠って抵抗したが、毛利元就の説得により降伏した。
天文19年（1550年）7月12日から7月13日にかけて元就によって安芸井上氏が粛清された直後の7月20日に毛利氏家臣団238名が連署して毛利氏への忠誠を誓った起請文においては、8番目に「桂左衛門大夫元忠」と署名している。
同じく天文19年（1550年）に毛利隆元の下で五奉行制度が始まると、その正直な性格を元就に評価され、五奉行の一員として活動した。五奉行の中では児玉就忠同様、親元就派だったため、親隆元派だった赤川元保、国司元相、粟屋元親らとは対立したが、隆元が元就の隠居を止める書状を元忠に送るなど、元就と隆元をつなぐ役割を果たしていた。
弘治3年（1557年）12月2日、防長経略が終わった後の毛利氏家臣239名が名を連ねて軍勢狼藉や陣払の禁止を誓約した連署起請文において、12番目に「桂左衛門大夫」と署名する。
元亀元年（1570年）頃までは、五奉行として活動していたが、元亀3年（1572年）からは養子の就宣が五奉行の職を引き継いだ。元忠のその後の消息は不明である。